# Adelaide (pel·lícula)
Adelaide és una pel·lícula italiana de 1992 dirigida per Lucio Gaudino. El guió està basat lliurement en la novel·la homònima de De Gobineau. La història passa a Itàlia a finals del segle XVIII.

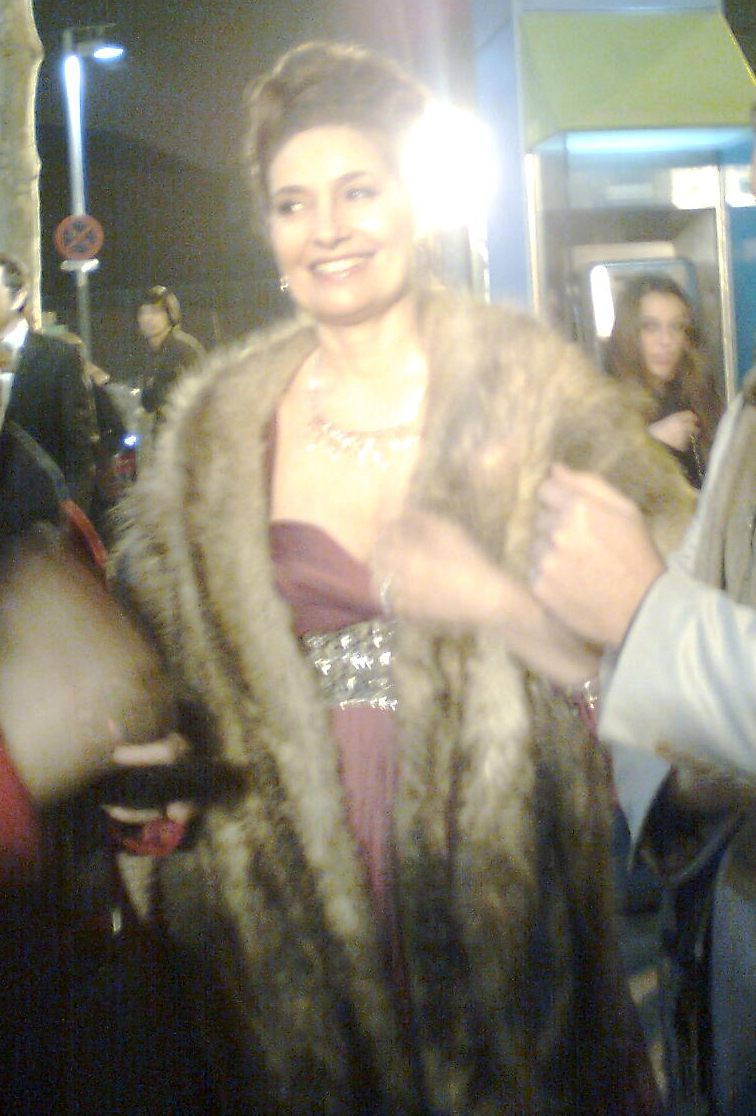
Assumpta Serna, protagonista de la pel·lícula

## Argument
La Clara és una dona famosa per la seva bellesa, la seva intel·ligència i el seu esperit. Estimada i admirada per tots, ja pensa amb terror en el moment de la seva decadència. Per això tria un jove amant, Federico, amb la intenció de convertir-lo en un home feliç. Ell li deu tot, ho aprendrà tot d'ella, l'estimarà tota la vida, fins i tot quan ja no sigui tan desitjable. Tot va bé fins a la mort del comandant Koller, el marit de la Clara. Tan bon punt acaba el període de dol, la dona decideix, contra tota convenció, regularitzar la seva posició i casar-se amb Federico, que havia seduït la filla de Clara, Adelaide.

## Repartiment
- Agnese Nano: Adelaide
- Assumpta Serna: Clara
- Andrea Prodan: Federico
- Philippe Leroy: comandant Koller
- Helmut Berger: Gilas
- Cochi Ponzoni
- Silvia Cohen
- Massimo De Rossi

## Llocs de rodatge
La pel·lícula es va rodar a Ariccia, a la província de Roma, al Palazzo Chigi.